# Пожинское сельское поселение
По́жинское се́льское поселе́ние — муниципальное образование в составе Торопецкого района Тверской области.
Образовано первоначально в 2005 году, включило в себя территорию Пожинского сельского округа. Законом от 28 марта 2013 года в Пожинское сельское поселение было включено упразднённое Шешуринское сельское поселение. Границы нового поселения проходят по границам объединенных сельских поселений, охватывают по площади территории  соответствующих муниципальных образований. Территория Пожинского поселения включает 40 населенных пункта.
Центр поселения — деревня Пожня.

## Географические данные
- Нахождение: северо-восточная часть Торопецкого района.
  - Граничит:
    - на севере — с Андреапольским районом, Бологовское СП
    - на востоке — с Андреапольским районом, Торопацкое СП и Хотилицкое СП
    - на юге — с Подгородненским СП
    - на юго-западе — с Кудрявцевским СП
    - на западе — с Плоскошским СП

Основные реки — Серёжа, Ока. Много озёр, крупнейшее — Наговье; другие озёра — Ручейское, Стрежино.
Поселение пересекают автодороги «Торопец—Плоскошь» и «Пожня—Бологово».
На территории сельского поселения расположены биостанция и заказник Чистый лес.

## История
В XIX — начале XX века территория поселения относилась к Торопецкому и Холмскому уездам Псковской губернии. После ликвидации губернии в 1927 году территория поселения вошла в состав Ленинградской области в образованный Торопецкий район. В 1929—1935 гг. входила в Западную область, с 1935 года — в Калининскую область. В 1944—1957 гг. относилась к Великолукской области, с 1957 опять к Калининской области. С 1990 года входит в Тверскую область.

## Экономика
Основные хозяйства: колхоз им. Куйбышева и бывшие совхозы «Пожинский», «Некрашово» и «Борьба».

## Население
| 2010 | 2011 | 2012 | 2013 | 2014 | 2015 | 2016 |
| ---- | ---- | ---- | ---- | ---- | ---- | ---- |
| 531  | ↘526 | ↘514 | ↗524 | ↗731 | ↘673 | →673 |
| 2017 | 2018 | 2019 | 2020 | 2021 |      |      |
| ↘663 | ↘645 | ↘610 | ↘573 | ↘465 |      |      |

По переписи 2002 года — 1101 человек (из них 713 в Пожинском и 388 в Шешуринском сельском округе).
По переписи 2010 года — 784 человека (из них 531 в Пожинском и 253 в Шешуринском сельском поселении).
Национальный состав: русские, раньше часть населения составляли эстонцы, переселившиеся сюда в начале XX века.

## Населенные пункты
В составе Пожинского сельского поселения насчитывается 40 населённых пунктов:
| №  | Населённый пункт | Тип     | Население |
| -- | ---------------- | ------- | --------- |
| 1  | Балаши           | деревня | 1         |
| 2  | Бельково         | деревня | 6         |
| 3  | Бубоницы         | деревня | 7         |
| 4  | Васюково         | деревня | 1         |
| 5  | Гаврилово        | деревня | 10        |
| 6  | Головково        | деревня | 10        |
| 7  | Гуляево          | деревня | 7         |
| 8  | Закрючье         | деревня | 7         |
| 9  | Захарихино       | деревня | 5         |
| 10 | Зелёный Бор      | посёлок | 9         |
| 11 | Змейкино         | деревня | 1         |
| 12 | Карпасы          | деревня | 0         |
| 13 | Косилово         | деревня | 1         |
| 14 | Крест            | деревня | 46        |
| 15 | Кузнецово        | деревня | 9         |
| 16 | Максименки       | деревня | 1         |
| 17 | Малаши           | деревня | 14        |
| 18 | Наговье          | деревня | 125       |
| 19 | Назарино         | деревня | #Н/Д      |
| 20 | Некрашово        | деревня | 54        |
| 21 | Никитино         | деревня | 1         |
| 22 | Николаевское     | деревня | 1         |
| 23 | Новоселы         | деревня | 0         |
| 24 | Овсище           | деревня | 0         |
| 25 | Остров           | деревня | 0         |
| 26 | Песчанка         | деревня | 24        |
| 27 | Пожня            | деревня | 330       |
| 28 | Почеп            | деревня | 1         |
| 29 | Пуплово          | деревня | 1         |
| 30 | Серово           | деревня | 12        |
| 31 | Симаново         | деревня | 5         |
| 32 | Степаши          | деревня | 11        |
| 33 | Стрежено         | деревня | 1         |
| 34 | Финево           | деревня | 1         |
| 35 | Чистое           | деревня | ↘9        |
| 36 | Чурилово         | деревня | 1         |
| 37 | Шапкино          | деревня | 8         |
| 38 | Шейно            | деревня | 18        |
| 39 | Шерехово         | деревня | 1         |
| 40 | Шешурино         | деревня | ↘28       |

### Бывшие населенные пункты
В 2001 году исключены из учетных данных деревни Залежье и Мирошкино Пожинского сельского округа, 1998 году — деревни Сухлово и Юрино Шешуринского сельского округа.
Ранее исчезли деревни: Веенка,  Дропшино, Казарино, Мишуково,Захарьевское, Лужники, Заселица, Косачево, Войлово, Пашкино, Галичино, Гуляево, Кривуша, Марьино, Молостово, Самуково, Севряки, Узванец, Чуркино и другие.

## Известные люди
В ныне не существующей деревне Залежье родился Герой Советского Союза Александр Гаврилович Гавриленко.

 В деревне Шапкино родился Герой Советского Союза Иван Петрович Зимаков.

## Достопримечательности
На территории сельского поселения находится целый ряд памятников культуры федерального значения, в частности Ильинская церковь и парк в бывшем имении Голенищевых-Кутузовых в деревне Чистое. На берегу озера Ручейское рядом с деревней Косилово расположено городище и комплекс курганов ориентировочно VIII—XIII веков. В деревне Пожня находится музей партизанской славы. В деревне Бубоницы действует биостанция «Чистый Лес» и Центр реабилитации медвежат Международного фонда защиты животных (IFAW). 
В 1990 году по Решению Совета народных депутатов Торопецкого р-на № 113 от 29.05.90 был создан Памятник природы Бубоницкий бор» главной целью которого было сохранение и изучение типичных природных биоценозов Западного Валдая. Здесь можно встретить все  ягоды, встречающиеся на Валдае, многие краснокнижные виды растений и некоторых животных. Отдельные плюсовые деревья имеют возраст 120-160 лет.